# Диапортовые
Диапортовые (лат. Diaporthales) — порядок аскомицетовых грибов класса Sordariomycetes. В порядке описано большое количество патогенных для растений грибов, самым известным из которых является Cryphonectria parasitica, поражающий американский каштан (Castanea dentata).

## Систематика
В порядке имеются роды, которые не входят в состав ни одно семейства этого порядка (Incertae sedis):
- Anisomycopsis
- Apiosporopsis
- Caudospora
- Chromendothia
- Cryptoleptosphaeria
- Cryphonectria
- Cryptonectriella
- Cryptonectriopsis
- ?Exormatostoma
- Hercospora
- Jobellisia
- Keinstirschia
- Lollipopaia
- Pedumispora
- Pseudocryptosporella
- Pseudothis
- Savulescua
- Schizoparme
- Sphaerognomoniella
- Stioclettia
- ?Trematovalsa
- Vismya